# أولي كيركباي
أولي كيركباي (بالإنجليزية: Ollie Kirkby) هي ممثلة أمريكية، ولدت في 26 سبتمبر 1886 في فيلادلفيا في الولايات المتحدة، وتوفيت في 7 أكتوبر 1964 في غلينديل في الولايات المتحدة بسبب ذات الرئة.

## وصلات خارجية
- أولي كيركباي على موقع IMDb (الإنجليزية)
- أولي كيركباي على موقع قاعدة بيانات الفيلم (الإنجليزية)